# 波彭多夫 (奥地利)
波彭多夫（德語：Poppendorf）是奥地利施蒂利亚州费尔德巴赫县的一个市镇。总面积11.22平方公里，总人口714人，人口密度63.6人/平方公里（2001年）。